# 疏羽毛蕨
疏羽毛蕨（学名：Cyclosorus dissitus）为金星蕨科毛蕨属下的一个种。